# Горнешть (комуна)
Горнешть, Горнешті (рум. Gornești) — комуна у повіті Муреш в Румунії. До складу комуни входять такі села (дані про населення за 2002 рік):
- Іліоара (140 осіб)
- Горнешть (2027 осіб) — адміністративний центр комуни
- Мура-Маре (54 особи)
- Мура-Міке (60 осіб)
- Педурень (454 особи)
- Періш (1855 осіб)
- Петрілака-де-Муреш (505 осіб)
- Теляк (402 особи)
- Яра-де-Муреш (388 осіб)

Комуна розташована на відстані 273 км на північний захід від Бухареста, 15 км на північний схід від Тиргу-Муреша, 80 км на схід від Клуж-Напоки, 135 км на північний захід від Брашова.

## Населення
За даними перепису населення 2002 року у комуні проживали 5885 осіб.
Національний склад населення комуни:
| Національність | Кількість осіб | Відсоток |
| -------------- | -------------- | -------- |
| угорці         | 4437           | 75,4%    |
| румуни         | 1122           | 19,1%    |
| цигани         | 320            | 5,4%     |
| євреї          | 4              | 0,1%     |
| німці          | 2              | < 0,1%   |

Рідною мовою назвали:
| Мова      | Кількість осіб | Відсоток |
| --------- | -------------- | -------- |
| угорська  | 4678           | 79,5%    |
| румунська | 1154           | 19,6%    |
| циганська | 49             | 0,8%     |
| німецька  | 4              | 0,1%     |

Склад населення комуни за віросповіданням:
| Релігія                                       | Кількість осіб | Відсоток |
| --------------------------------------------- | -------------- | -------- |
| реформати                                     | 3982           | 67,7%    |
| православні                                   | 1095           | 18,6%    |
| римо-католики                                 | 471            | 8,0%     |
| греко-католики                                | 83             | 1,4%     |
| адвентисти                                    | 60             | 1,0%     |
| унітарії                                      | 51             | 0,9%     |
| не релігійні                                  | 27             | 0,5%     |
| баптисти                                      | 26             | 0,4%     |
| п'ятдесятники                                 | 9              | 0,2%     |
| юдеї                                          | 3              | 0,1%     |
| бретрени                                      | 1              | < 0,1%   |
| лютерани (Синодально-пресвітеріанська церква) | 1              | < 0,1%   |